# Comandor
În contextul marinei militare, comandorul este un grad militar care se situează de obicei între căpitan și căpitan-comandor sau echivalentul acestora în alte forțe armate. Rolul și responsabilitățile exacte pot varia în funcție de țară, dar în general:
În ierarhia militară: Comandorul este un ofițer superior⁠(d), comparabil cu un locotenent-colonel în armata terestră sau în forțele aeriene.
Responsabilități: Comandorul poate comanda o navă militară de dimensiuni mari, o flotilă de nave mai mici sau o unitate terestră de marină. De asemenea, poate avea funcții administrative sau de stat major⁠(d).
Simboluri: Gradul este reprezentat prin anumite insigne sau epoleți care variază de la o țară la alta, de obicei având trei sau patru trese aurii.
În funcție de țară, titlul poate fi echivalent cu diferite denumiri:
- Royal Navy (Marea Britanie): Commander.
- US Navy: Commander (O-5).
- Marina Română: Comandor, echivalentul unui locotenent-colonel în armată.

Este un grad respectat, asociat cu o experiență semnificativă și un nivel înalt de responsabilitate.